# Julius Emil August Müller
Julius Emil August Müller (* 13. Dezember 1808 in Liegnitz; † 21. März 1885 in Tschilesen, Landkreis Guhrau) war ein deutscher Theologe und Politiker. Er war Abgeordneter im Preußischen Abgeordnetenhaus (1849).

## Leben
Als Sohn eines Superintendenten geboren, besuchte Müller die Ritterakademie in Liegnitz und studierte anschließend evangelische Theologie in Leipzig, Halle und Breslau. Während seines Studiums wurde er 1830 Mitglied der Alten Halleschen Burschenschaft Germania und Kommentbursche, weshalb er 1834 in Breslau verhaftet und verhört, jedoch nicht verurteilt wurde. Nach seinem in Breslau 1834 abgelegten Examen war er Hauslehrer in Hausdorf bei Neumarkt in Schlesien. 1840 wurde er Pfarrer in Tschilesien. 1849 wurde er für den Wahlkreis Wohlau/Steinau/Guhrau Abgeordneter im Preußischen Abgeordnetenhaus, wo er dem Zentrum angehörte. Noch 1849 legte er sein Mandat nieder.